# Hiroshi Mitsuzuka
Hiroshi Mitsuzuka (jap. 三塚博 Mitsuzuka Hiroshi; ur. 1 sierpnia 1927, zm. 25 kwietnia 2004) - polityk japoński.
W 1989 sprawował krótko urząd ministra spraw zagranicznych.

## Wczesne życie i edukacja
Mitsuzuka urodził się w Misato. Otrzymał najpierw tytuł lekarza weterynarii, później otrzymał tytuł prawnika na Uniwersytecie Waseda.